# Březnice (zámek)
Březnice je zámek, který se nachází ve městě Březnice v okrese Příbram. Zámecký areál s parkem se rozkládá východně od centra města, samotná budova je vzácně dochovanou památkou renesanční architektury vzniklé přestavbou gotické tvrze. Renesanční podoba zámku vznikla z iniciativy rodiny Lokšanů, další majitelé z řad Jeníšků z Újezda, Kolovratů a Pálffyů prováděli již jen dílčí úpravy. Zámek je ve vlastnictví státu (správu zajišťuje Národní památkový ústav) a je přístupný veřejnosti.

## Historie
V návaznosti na vznik středověké obchodní osady na Zlaté stezce z Pasova do Prahy vyrostla v Březnici gotická tvrz, kterou založili příslušníci rodu Buziců (Budislav z Březnice, připomínaný od roku 1224). Od roku 1415 téměř celé století patřila Březnice Zmrzlíkům ze Svojšína, kteří po husitských válkách tvrz přestavěli. V roce 1506 koupili Březnici Malovcové, kteří se zapojili do stavovského odboje proti Ferdinandovi I. a v roce 1547 propadla Březnice do majetku královské komory.
15. června 1558 se na březnickém zámku narodil rakouský arcivévoda Ondřej Rakouský, jako syn tyrolského hraběte Ferdinanda a jeho morganatické manželky Filipíny Welserové, pozdější kardinál z rodu Habsburků, biskup v Kostnici a Brixenu. Zemřel 12. listopadu 1600 v Římě.  

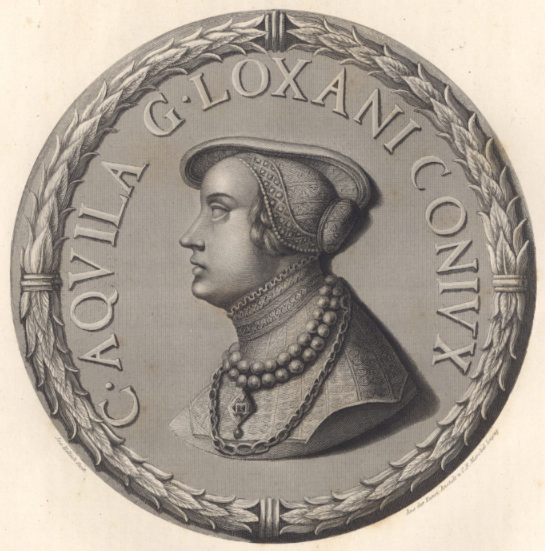
Kateřina Lokšanská z Lokšan (rytina Josefa Hellicha dle dobového originálu)

Jako konfiskát po Malovcích získal Březnici říšský místokancléř Jiří z Lokšan, který zahájil renesanční přestavbu zámku. Ve stavebních úpravách pokračovala po jeho smrti manželka Kateřina Lokšanská z Lokšan, rozená Adlerová. Za její éry se Březnice stala živým společenským centrem a především dějištěm tajné svatby arcivévody Ferdinanda Tyrolského a Filipíny Welserové, Kateřininy neteře.
Bratři Adam, Jiří a Václav Lokšanové se zúčastnili stavovského povstání a jejich majetek propadl konfiskaci. Březnici drželi společně a v roce 1623 jednotlivé díly panství skoupil královský prokurátor Přibík Jeníšek z Újezda († 1651). Ten podnikl další stavební úpravy zámku, především ale nechal postavit na náměstí kostel sv. Ignáce a Františka, který patří k městským dominantám. Přibík Jeníšek zemřel bez mužského potomstva, ale potomkům jeho bratra patřila Březnice do roku 1728.

Rod Jeníšků z Újezda vymřel v roce 1728 Janem Josefem, který ve své závěti stanovil podmínku rodové aliance v českém prostředí ojedinělou, a sice, že každý další majitel Březnice musí přijmout erb a jméno Jeníšků z Újezda. Toto pravidlo pak dodrželi následující dědicové z rodů Kolovratů a Pálffyů, kteří až do roku 1945 užívali titul svobodných pánů z Újezda.

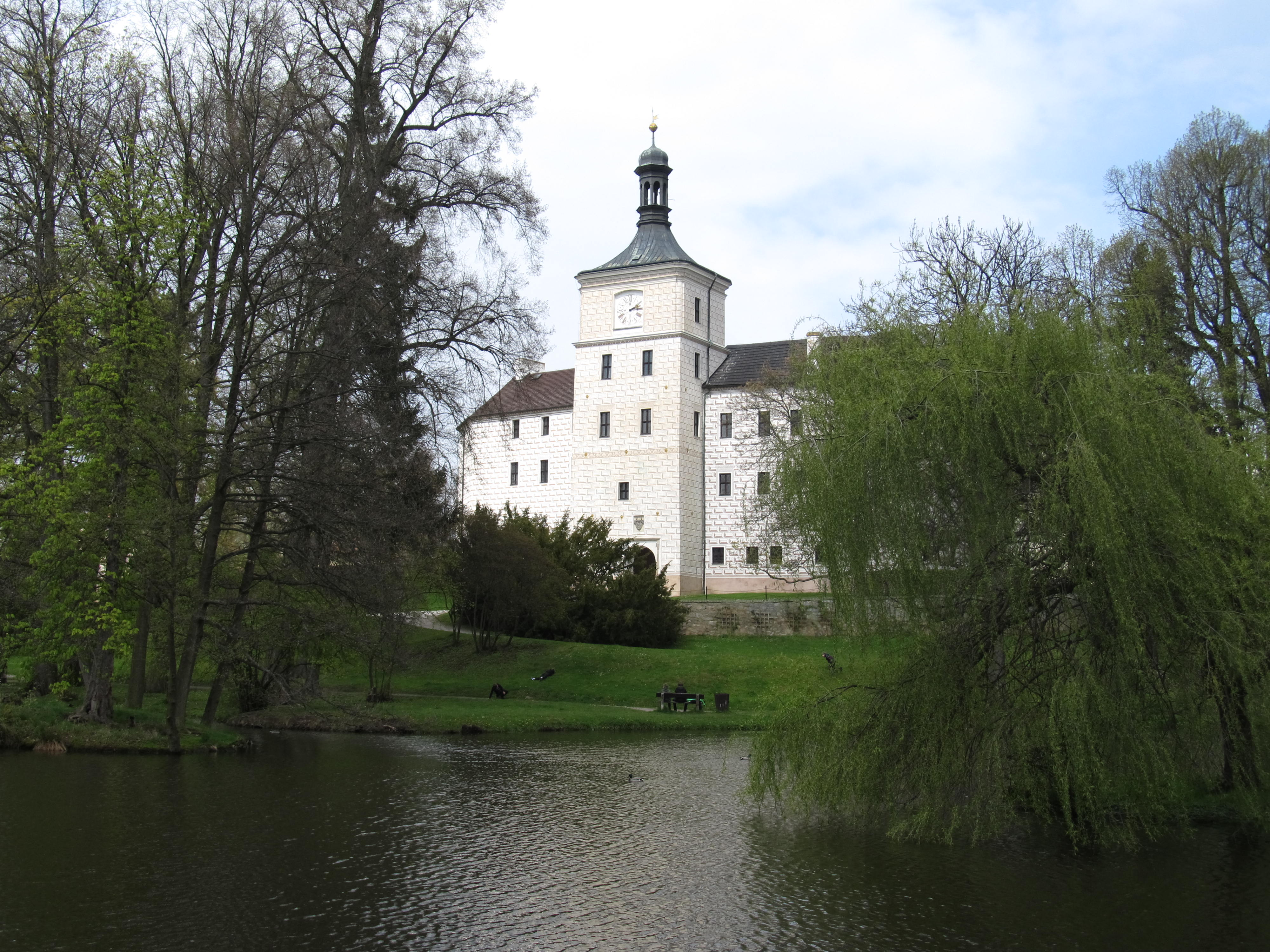
Pohled na zámek z parku

Po vymření Jeníšků zdědil Březnici jejich příbuzný, český nejvyšší kancléř Vilém Albrecht Krakovský z Kolovrat (1678–1738). Součástí jeníškovského dědictví bylo i panství Hradiště a pobyty na hradištském a březnickém zámku Kolovratové střídali, tato linie Krakovských nesla název březnická. Posledním potomkem byl hrabě Hanuš z Kolovrat, který v závěru života soustředil ve svých rukou i rozsáhlý majetek vymřelých Libštejnských z Kolovrat (panství Rychnov nad Kněžnou). Zatímco kmenová kolovratská panství vázaná fideikomisem přešla na další vzdálené příbuzné z rodu Kolovratů, Březnici a Hradiště zdědil v roce 1872 hrabě Eduard Pálffy z Erdödu (1836–1915) ze starobylé uherské šlechty. Za Pálffyů došlo k posledním stavebním úpravám březnického zámku a v roce 1918 k prodeji velkostatku Hradiště. Posledním soukromým majitelem březnického zámku byl Jan Nepomuk Pálffy (1872–1953), který se přihlásil k maďarské národnosti a velkostatek byl v roce 1945 zestátněn. Zámek se dostal do správy Městského národního výboru v Březnici, ale díky vysokým architektonickým hodnotám nakonec přešel pod Národní památkový ústav, který zahájil rekonstrukci a obnovu do původní renesanční podoby.

## Stavební vývoj

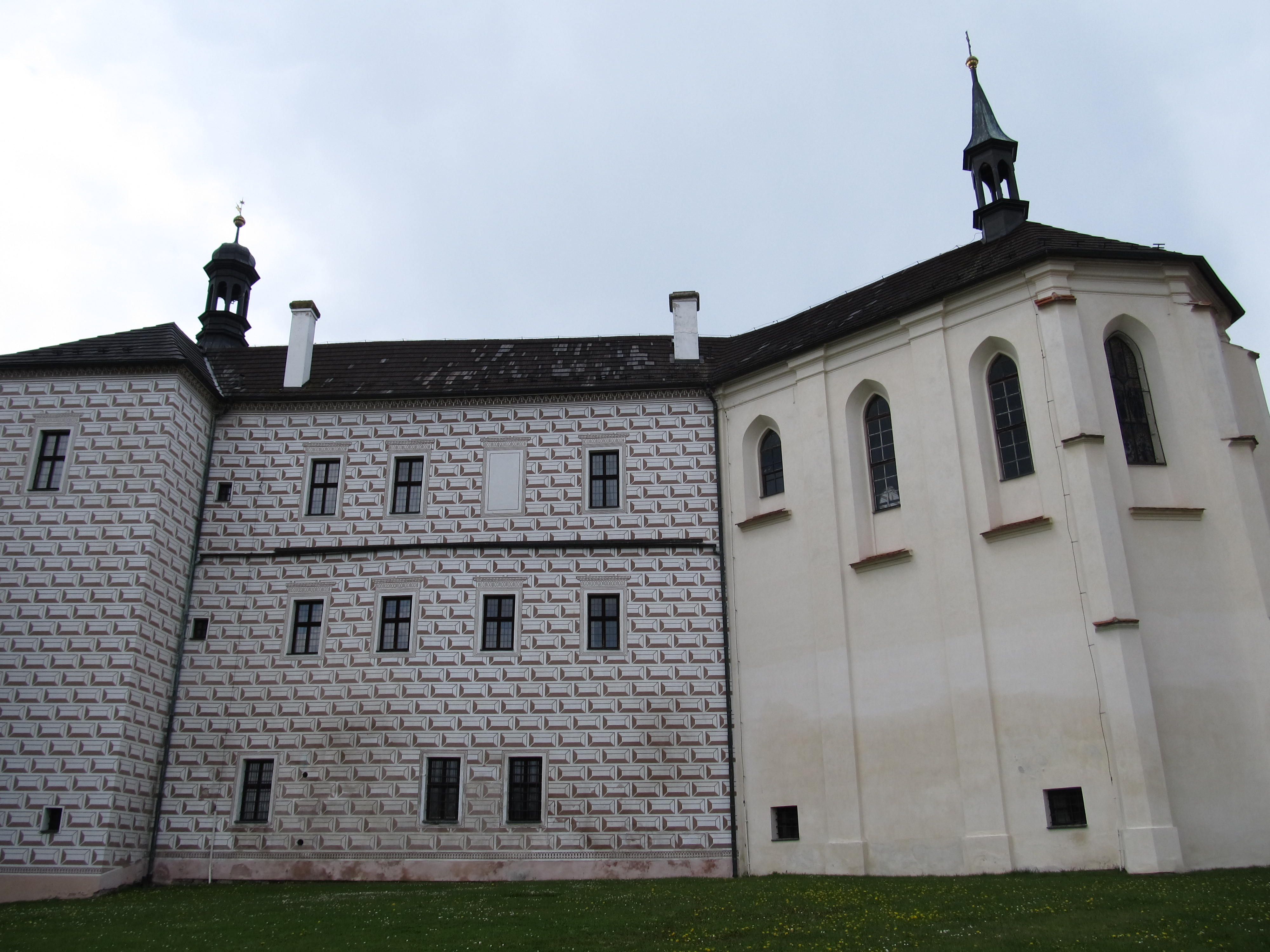
Východní křídlo se zámeckou kaplí

Hrad byl založen nejspíše ve druhé polovině 13. století. Patrně patřil k úspornému šlechtickému typu hradů s palácem jako hlavní obrannou i obytnou stavbou a kvalitativně se blížil hranici mezi hradem a tvrzí. Z nejstarší stavební fáze se dochovala obvodová hradba, která vymezuje oválný půdorys zámeckého jádra, palác a budova u východní hradby. Dvoupatrový palác byl v přízemí a prvním patře trojprostorový a druhé patro obsahovalo dvě místnosti. Z architektonických detailů se dochoval okosený hrotitý portál v patře. Přízemí východní budovy je klenuté valenou klenbou, zatímco v prvním patře je plochý strop.
Snad ve čtrnáctém byla vybudována rozměrná branská věž, jejíž vyšší úrovně obsahovaly obytné prostory. Po roce 1457 začaly opravy škod způsobených požárem roku 1422. Úpravy probíhaly také po roce 1500, kdy byla podsklepena východní budova a přízemní místnosti v ní získaly své sedlové portálky. Po roce 1531 bylo postaveno rozsáhlé vnější opevnění s polookrouhlými, dovnitř otevřenými baštami a hradbou prolomenou množstvím střílen. Podoba opevnění je ovlivněná realizacemi Benedikta Rejta, ale provedení se slabými zdmi jeho kvalitu výrazně snížila.
Pro stavební vývoj březnického zámku je zásadní období Lokšanů v 16. a 17. století. Jiří z Lokšan ovlivněný pobytem v Itálii nechal tvrz přestavět na reprezentativní renesanční zámek. Do této doby spadá výstavba západního paláce s hodovní síní, vznik Lokšanské knihovny (1558) v prvním patře věže a sjednocení fasád se sgrafitovou výzdobou. Za dalších Lokšanů byly na nádvoří odstraněny dřevěné pavlače a nahrazeny kamennými arkádami.
Poslední zásadní zásahy do podoby zámku proběhly za Přibíka Jeníška z Újezda, který nechal v letech 1625–1632 vystavět zámeckou kapli Neposkvrněného Početí Panny Marie, tehdy došlo také k zasypání vodních příkopů a kolem zámku vznikla zahrada. Na vnější straně zámku se objevily přízemní akrády a bašty bývalého opevnění začaly být využívány jako zahradní altány. Za Kolovratů byla postavena empírová jízdárna pod zámkem, kterou však další majitelé Pálffyové nechali zbourat. Za Pálffyů dostal zámek novorenesanční sgrafitovou omítku (1889–1890) a na nádvoří byly zaskleny arkády. K nešetrnému zásahu došlo za posledních Pálffyů v roce 1933, kdy byla sgrafita zakryta prostou šedou omítkou.